# Australische Badmintonmeisterschaft 1948
Die Australische Badmintonmeisterschaft 1948 fand in Melbourne statt. Es war die siebente Austragung der Badmintontitelkämpfe von Australien.

## Titelträger
| Disziplin    | Sieger                     |
| ------------ | -------------------------- |
| Herreneinzel | Allan McCabe               |
| Dameneinzel  | Eva Robert                 |
| Herrendoppel | Allan McCabe Arthur McCabe |
| Damendoppel  | Ivy Hewett Eva Robert      |
| Mixed        | Bert Tonkin Eva Robert     |